# Božidar
Božidar ist ein südslawischer und sorbischer männlicher Vorname.

## Herkunft und Bedeutung
Der Name ist gebildet aus den slawischen Wortbestandteilen bozy für göttlich, Gott und daru für Geschenk. Der Name bedeutet also Gottesgeschenk, wie der in Deutschland gebräuchliche Name Theodor. Der Kurzform Theo entspricht die slawische Form Božo.

## Namensträger
- Božidar Ćosić (* 1982), serbischer Fußballspieler
- Božidar Ćurčić (1946–2015), jugoslawischer/serbischer Biologe
- Božidar Debenjak (* 1935), slowenischer Marxistischer Philosoph, Sozialtheoretiker und Übersetzer
- Božidar Dobrucky (1883–1957), sorbischer Theologe, Aktivist und Kulturfunktionär
- Božidar Đurković (* 1972), serbischer Fußballspieler
- Božidar Ivanović (* 1946), montenegrinischer Schachgroßmeister, Politiker und Schachfunktionär
- Božidar Jakac (1899–1989), slowenischer Maler, Grafiker, Fotograf, Filmemacher und Hochschullehrer
- Božidar Knežević (1862–1905), serbischer Philosoph und Historiker, Universitätsprofessor
- Božidar Kocevski (* 1989), in Mazedonien geborener deutscher Schauspieler
- Božidar Kunc (1903–1964), kroatisch-US-amerikanischer Komponist und Pianist
- Božidar Maljković (* 1952), jugoslawischer/kroatischer Basketballtrainer
- Božidar Raič (1827–1886), österreichischer Pfarrer und Politiker des Abgeordnetenhauses
- Božidar Senčar (1927–1987), jugoslawischer Fußballspieler
- Božidar Šěca (Theodor Schütze; 1900–1986), sorbischer Lehrer und Heimatkundler
- Božidar Širola (1889–1956), kroatischer/jugoslawischer Komponist
- Hendrich Božidar Wjela (Heinrich Theodor Wehle; 1778–1805), sorbischer Landschaftsmaler

Kurzform Božo
- Božo Bakota (1950–2015), jugoslawischer Fußball-Nationalspieler
- Božo Jemc (* 1940), jugoslawischer Skispringer
- Božo Paradžik (* 1969), kroatischer Kontrabassist und Hochschullehrer
- Božo Škerlj (1904–1961), jugoslawischer Anthropologe
- Božo Žepić (* 1938), bosnisch-kroatischer Soziologe und Rechtswissenschaftler

## Nachweise
1. ↑  behindthename.com